# Patrick Crombé
Patrick Crombé (Schaarbeek, 25 november 1955 – 19 oktober 2021) was een Belgische beeldhouwer.

## Leven en werk
Crombé kwam uit een familie van steenhouwers en groeide op tussen marmer en arduin. Als jongere bracht hij zijn vakanties door in het atelier van zijn vader en reisde al mee naar de marmergroeve in het Italiaanse Carrara.
Hij ontving zijn beeldhouwopleiding aan de Hogeschool Sint-Lukas Brussel in Schaarbeek en vervolgens aan de kunstacademie in Brussel. Vanaf 1981 werkte hij gedurende enkele jaren, telkens voor een maand, in de marmerstudio Nicoli in Carrara, waar hij steenbeeldhouwers uit de hele wereld ontmoette. Uiteindelijk kwam hij terecht bij Carlo Andrei in Marina di Carrara. Ook werkte hij gedurende een tiental jaren in een steengroeve in het Belgische Les Avins, waar door Michel Smolders een beeldhouwersymposium werd georganiseerd. Hier leerde hij de beeldhouwer André Willequet kennen.

## Symposia en prijzen
Vanaf 1987 was Crombé deelnemer aan internationale symposia voor steenbeeldhouwers in Mexico-Stad (1987), Sardinië (Buddusso, 1989), Libanon (1999 en 2003), Marokko (El Jadida, 2000), (Essaouira, 2003) en (Taroudant, 2011), Duitsland (Oggelshausen, 2000), Brussels Hoofdstedelijk Gewest (2011) ,Calabrië in Italië (2012), Luxemburg (Walferdange, 2015).
Crombé was in 1999 laureaat van de Koninklijke Vlaamse Academie van België voor Wetenschappen en Kunsten (KVAB).
Op uitnodiging van de KKV-Bohuslän kreeg Crombé in 2006 een stipendium om gedurende zes weken met graniet te werken in het Zweedse Bovallstrand.
Hij organiseerde in samenwerking met Carlo Andrei, het Brussels Hoofdstedelijk Gewest en de gemeente Sint-Pieters-Woluwe het eerste "BRUSSELS INTERNATIONAL SCULPTURE SYMPOSIUM 2011" met deelnemers uit Duitsland, Nederland, Marokko, Luxemburg, Kroatië, Bulgarije, Italië, Zweden, Noorwegen en België.

## Werken (selectie)

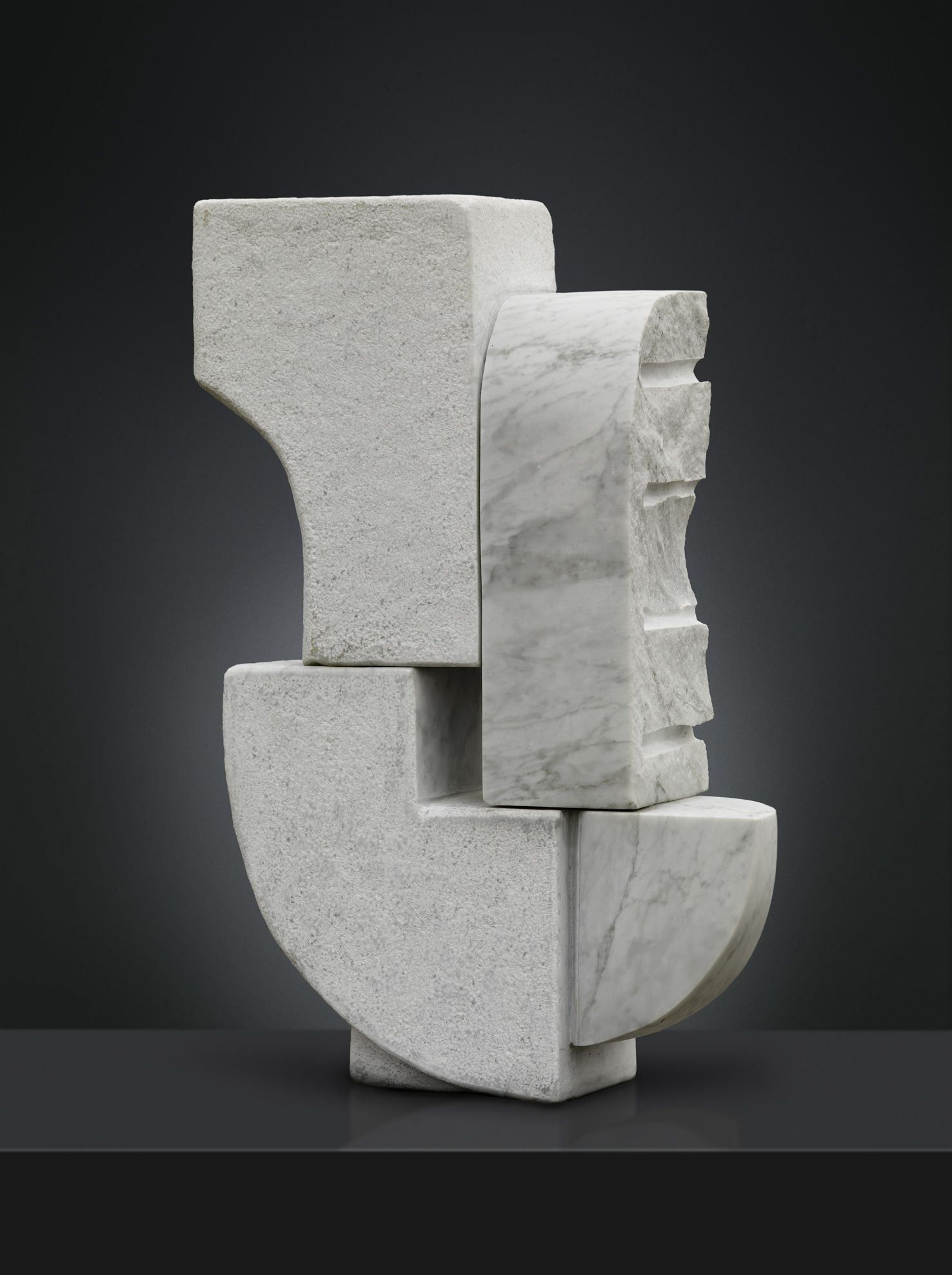

- 1987: Abbrazzo, Parco Reyes Heroles in Mexico-Stad
- 1989: Fecondita,  Buddusso in Sardinië
- 1990: Brugleuning, Kasteel van Coloma in Sint-Pieters-Leeuw, België
- 1992: Finestra, gemeente Hamme, België
- 1995: Donna, C.C. Sanaa, Jemen
- 1997: Meditazione, Bianco Carrara
- 1999: Adonis, Park Rachana in Libanon
- 2000: El Jadida, Park Mohammed V in El Jadida, Marokko
- 2000: Porta, Skulpturenfeld Oggelshausen in Oggelshausen, Duitsland
- 2003: Mogador, Park Orson Welles in Essaouira, Marokko
- 2003: Byblos, Tripoli, Libanon
- 2008: Crescita, Raad van de Vlaamse Gemeenschapscommissie, Brussel, België
- 2009: Borstwering, rusthuis Ter Stelten, Merchtem, België
- 2010: Fecondità, L.I.F.E., Leuven Institute Fertility & Embryology
- 2011: Leggio, Gemeentehuis St-Pieters-Woluwe, Brussel, België
- 2011: L'Absence, Musée en plein air, Taroudant, Marokko
- 2012: Il Volo - Award - WTA-Tennis Open Brussels with BNP Paribas Fortis, Brussel, België
- 2012: Il Trono di Donna Canfora, Parco Archeologico dei Taureani in Palmi, Calabria, Italië
- 2013: Il Volo II - Award - WTA-Tennis Open Brussels with BNP Paribas Fortis, Brussel, België
- 2015: Confrontazione, Koninklijke Federatie van het Belgisch Notariaat, Brussel, België
- 2015: Porte du Luxembourg, Walferdange, Luxemburg
- 2016: il divorzio, Giuliano di Roma - Museo del Vulcanismo Ernico, Italië
- 2019: Die Brücke, Welchenhausen (drielandenpunt), Duitsland
- 2020: replica in carraramarmeren monument oud-strijders WO II, begraafplaats Vlezenbeek, België

- RKD-Nederlands Instituut voor Kunstgeschiedenis: 103695